# Бини
Бини (самоназвание — бини, обини, эдо, едо) — народ на юге Нигерии. Живут на правобережье нижнего течения реки Нигер (главным образом — в штате Эдо). Численность — около 1,3 млн человек.

## Язык
Говорят на языке эдо (аддо, овейдо, овиоба) центральной группы эдоидной ветви бенуэ-конголезских языков. Вместе с бини в группу народов, говорящих на эдоидных языках, входят ишан, урхобо, исоко, ивбиосакон, этсако и др.

## История
Бини — создатели раннеполитического образования Бенин, этнически, исторически и культурно близки к йоруба.
Предки бини, будучи охотниками и собирателями, в I тысячелетии до н. э. переселились в область своего нынешнего проживания из пояса саванн, скорее всего, из междуречья Нигера и Бенуэ в Центральной Нигерии. В середине I тысячелетия н. э. в результате развития у бини ручного подсечно-огневого переложного земледелия (основными возделываемыми культурами которого были ямс и масличная пальма) и металлургии сформировались условия для организации и концентрации политической власти в земледельческих общинах бини. В этот период усложнение системы управления в части общин бини, во главе которых стояли старейшины, носившие титул одионвере, привело к разделению властных полномочий на ритуальные, оставшиеся в руках одионвере, и военно-управленческие, перешедшие к военным предводителям (оногие), что повлекло за собой возникновение у бини такой формы политической организации общества как вождество — «автономной политической единицы, включающей в себя некоторое число деревень или общин, находящихся под постоянным контролем верховного вождя».

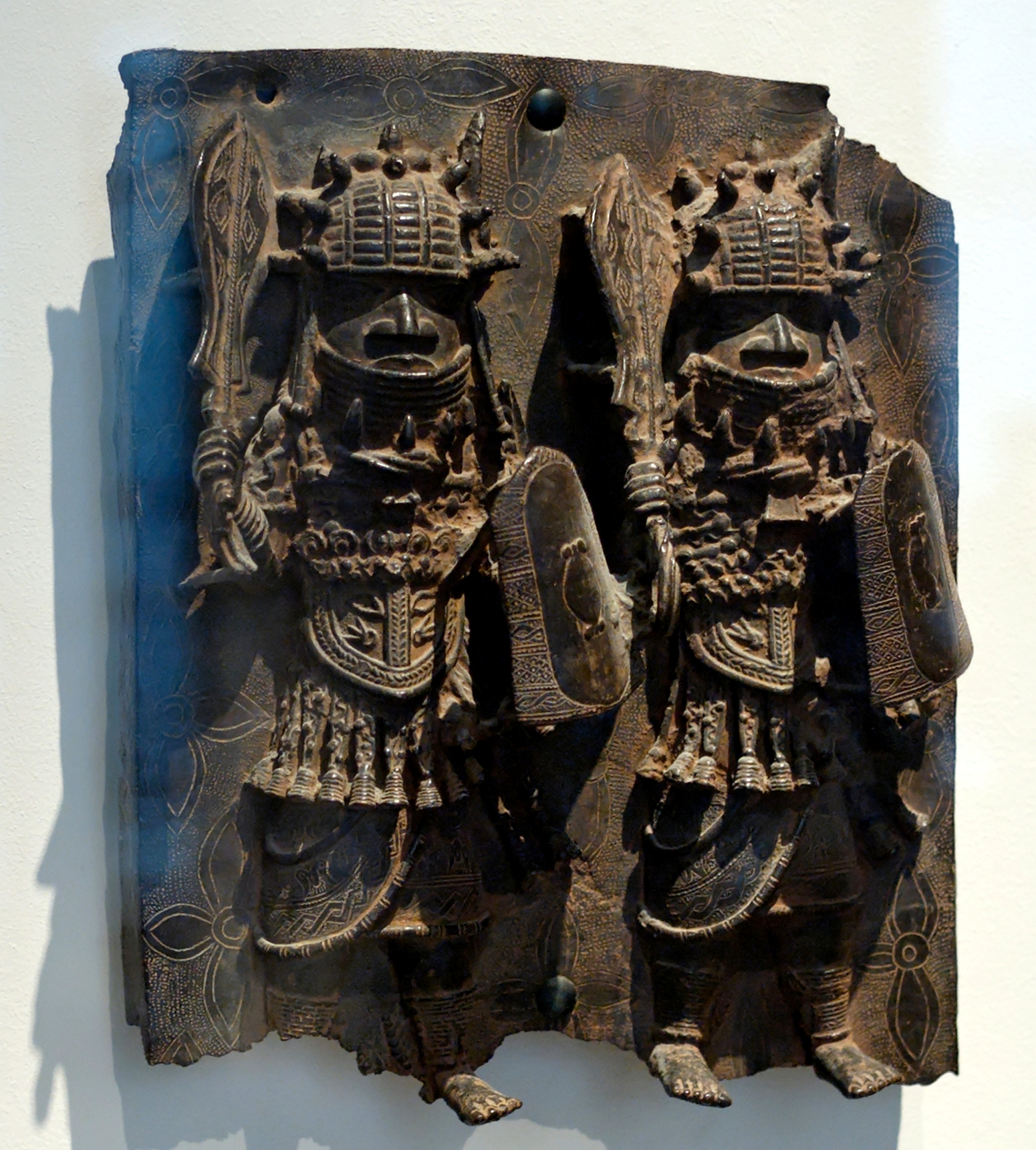
Скульптура на стене дворца в королевстве Бенин, XVI-XVIII века

Во 2-й половине I тысячелетия н. э. вождество как форма социально-политической организации быстро превзошло по степени своей распространённости среди бини такую форму как союз независимых равноправных общин. Рост производительности земледелия, обусловленный внедрением новых технологий, в частности, использованием железа, привёл к быстрому повышению численности населения бини, что, в свою очередь, резко обострило борьбу за обладание естественными ресурсами, прежде всего землёй, особенно с представителями автохтонной народности эфа. Победоносное окончание борьбы за землю с эфа, приведшее в дальнейшем к полной ассимиляции последних среди бини, стало завершающим этапом объединения общин бини в вождества — к началу II тысячелетия у бини насчитывалось уже не менее 130 вождеств, каждое из которых тяготело к одному из примерно десятка возникших к тому времени протогородских центров бини, окружённый земляным валом (ийя). Наиболее ранние из исследованных археологами ийя относятся к периоду VII—IX веков. Этим же периодом времени датируется начало образования города Бенин, в дальнейшем ставшего центром Бенинского царства. Согласно устной традиции, до того, как Бенин стал столицей царей «Первой династии», им управляли шестнадцать местных ненаследственных правителей-старейших, именовавшихся «овере». Протогорода бини развернули борьбу за роль главного социально-политического центра для всех вождеств и общин бини, победителем в которой, в конце концов, стал Бенин, превратившись в представлении бини в центр мироздания (наиболее упорным противником Бенина был протогород Удо, борьба с которым завершилась лишь в начале XVI века). Бенин со временем разросся и превратился в один из важнейших городских центров не только Верхней Гвинеи, но и всей доколониальной Тропической Африки. Другие протогорода бини, проигравшие в соперничестве с Бенином, постепенно деградировали до положения больших деревень.

## Религия

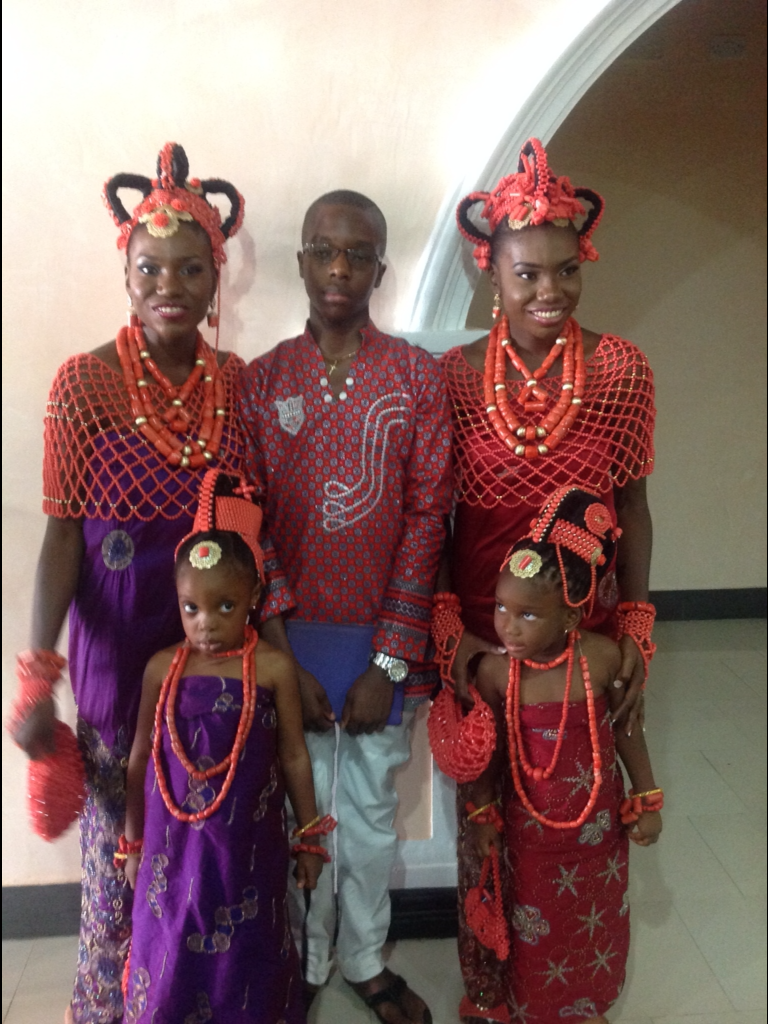
Традиционная свадьба и костюмы

Часть бини — христиане (протестанты и католики), часть придерживается традиционных верований.
Традиционная религия — культы предков, правителя-обы, священных животных, сил природы. Верховное божество — Оса, наиболее почитаемое — Олокун (божество богатства, плодородия, водной стихии). Традиционные праздники — аграрного и жизненного цикла, важнейшие обряды отправляются обой. Фольклор — космогонические мифы, этногенетические и исторические легенды, сказки о животных и др. В каждой деревне есть рассказчики сказок и мифов, пользующиеся большим почётом. Основные музыкальные инструменты — барабаны (эма; известно 17 разновидностей), бронзовые колокольчики (эрово), семиструнная арфа (акпата) и др.

## Культура
Традиционная культура типична для народов Верхне-Гвинейской области. Основное занятие — ручное подсечно-огневое земледелие. Традиционно живут также в городах. Развиты плетение, ткачество, гончарство, обработка дерева и металла, резьба по кости, литьё по восковой модели из металлических сплавов (так называемые бенинские бронзы). Сохраняются следы ремесленной специализации отдельных городских общин, большие семьи, система возрастных классов, строгая экзогамия линиджей и вирилокальность брака, власть верховного правителя (оба), его линиджа и титулованных старейшин, тайный союз Окерисон. Имелись рисуночные знаки-фразограммы.